# Somme (pétrolier-ravitailleur)
Pour les articles homonymes, voir Somme.
La Somme est le cinquième et dernier bâtiment de commandement et de ravitaillement (BCR) de classe Durance de la Marine nationale française. Mis sur cale le 3 mai 1985 et lancé à La Seyne-sur-Mer le 3 octobre 1987, il a été admis le 7 mars 1990 (indicatif visuel A631). Il a été parrainé par Amiens puis par Morlaix à partir de mars 2015.

## Historique
Devant initialement être désarmé en 2025, le BCR Somme devrait rester en service jusqu'en 2027 pour être remplacé par le bâtiment ravitailleur de forces Émile Bertin.

## Carrière opérationnelle

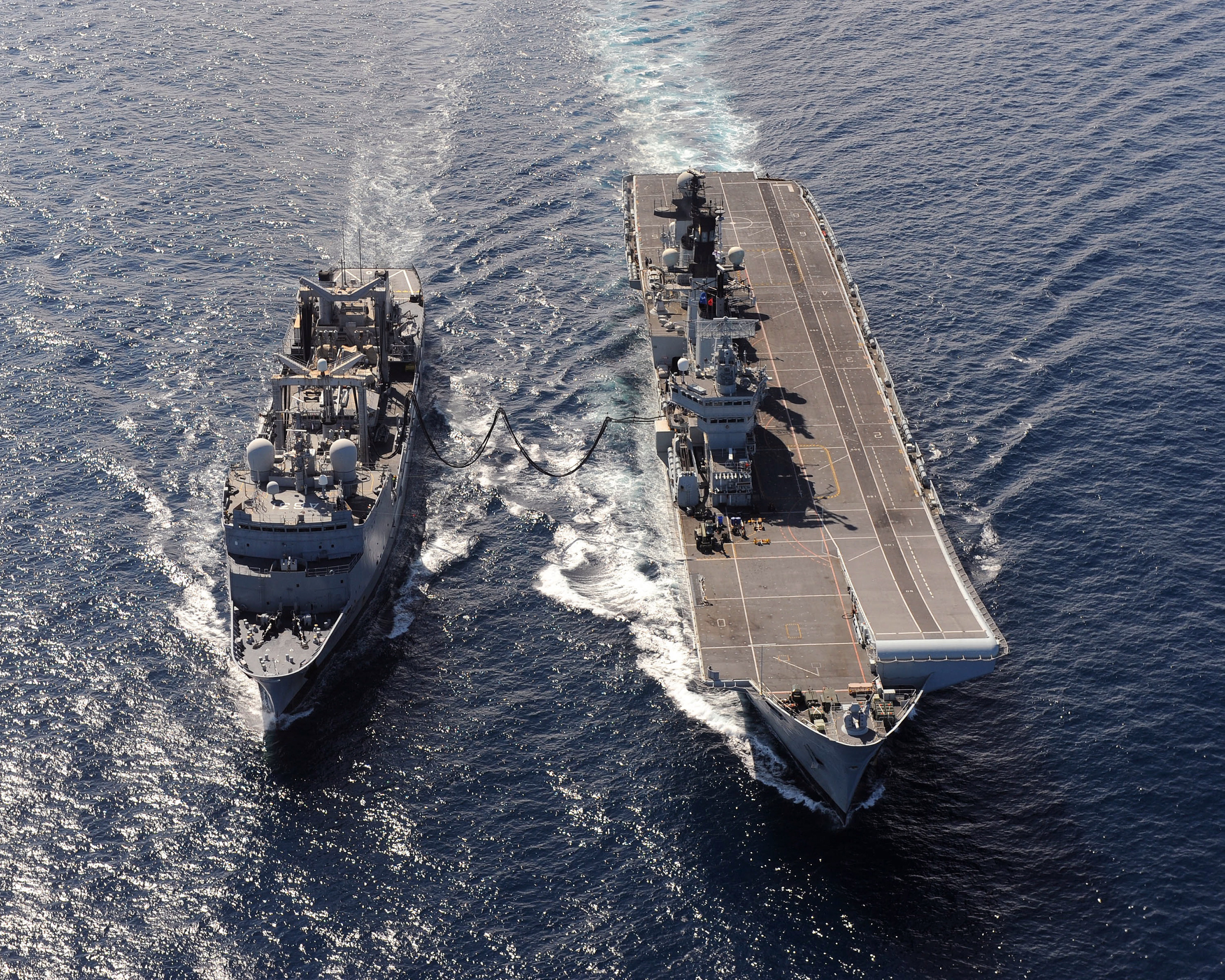
Ravitaillement du navire par le Somme en 2013.

La Somme participe à deux missions parallèles dans l'océan Indien. Durant les opérations militaires en Afghanistan, il est le navire amiral de l'état-major de l'amiral commandant les forces navales françaises, terrestres, et aériennes, dans l'océan Indien (Alindien). D'autre part, il coordonne également la présence militaire française navale dans le cadre de la lutte contre la piraterie autour de la Corne de l'Afrique dans l'opération Atalante. La Somme est le navire commandant l'opération de libération du Ponant en 2008.
Le 7 octobre 2009, alors que le navire fait route vers les frégates françaises pour réaliser leur ravitaillement, il est attaqué par deux embarcations pirates au large de la Somalie qui le confondent avec un navire de commerce. Après une poursuite, l'un des deux bateaux est abordé par la Somme dont les commandos capturent les cinq membres d'équipage sans faire de victimes. Un incident identique se reproduit le 19 avril 2010, se soldant par l'arrestation de six pirates.
De septembre à décembre 2019, le BCR Somme assure la mission Corymbe dans le golfe de Guinée et participe à l'exercice Grand African NEMO avec les pays riverains de l'Afrique de l'Ouest.
Début 2025 il est déployé en Baltique au sein du groupe maritime permanent de l’OTAN (SNMG1) et prend part à l'exercice amphibie JOINT VIKING 25.